# Staurotheca juncea
Staurotheca juncea är en nässeldjursart som först beskrevs av Ernst Vanhöffen 1910.  Staurotheca juncea ingår i släktet Staurotheca och familjen Sertulariidae.
Artens utbredningsområde är Södra Ishavet. Inga underarter finns listade i Catalogue of Life.